# Kamel Lazaar
Kamel Lazaar, né le 10 juillet 1952, est un entrepreneur et banquier d'affaires tuniso-suisse, ainsi qu'un philanthrope actif dans la région MENA.
Après un passage chez Citigroup, il fonde en 1987 à Genève la banque d'affaires Swicorp, qui installe son quartier général à Riyad (Arabie saoudite) en 2006.
En 2005, il crée la Fondation Kamel Lazaar. En 2023, sa fortune est estimée à 300-400 millions de francs suisses.

## Biographie

### Carrière de banquier
Après un poste de vice-président Europe et Afrique du Nord au sein de Citigroup, il fonde en 1987 la banque d'affaires Swicorp à Genève, puis ouvre en 1992 une antenne à Riyad (Arabie saoudite), qui devient le quartier général en 2006.
En août 2012, lors de la vente d'actifs ayant été confisqués au clan Trabelsi, Swicorp obtient le pilotage de la cession de 37 % du capital de Carthage Cement, une part estimée à 105 millions d'euros. En 2015, Swicorp travaille à étendre ses activités au continent africain en lançant un fonds panafricain de 500 millions de dollars destiné à financer des projets industriels. En 2023, elle évolue vers une structure de holding d'investissement privée.
En 2011, il fonde le Forum économique du Maghreb, un think tank autour de projets d'intégration régionale,.
En 2023, le magazine Bilan estime la fortune de Kamel Lazaar à 300 à 400 millions de francs suisses.

### Vie privée
Kamel Lazaar épouse Soumaya Kacem, qui meurt en 2019. De cette union sont nés trois enfants : Lina, Bashar et Rayan.

## Philanthropie
Grâce à sa fortune liée à l'activité de Swicorp, il commence à collectionner des œuvres d'art d'artistes tunisiens puis de la région MENA comme Shirin Neshat, Kader Attia et Etel Adnan à partir de la fin des années 1980 ; sa collection se monte en 2018 à près de 1 500 pièces.
Se donnant pour mission de faire connaître l'art de la région, il fonde en 2005 la Fondation Kamel Lazaar (KLF) dont sa fille Lina devient vice-présidente. L'organisation s'est basée en Suisse parce que la loi tunisienne ne l'autorise pas. Selon l'écrivaine Melissa Gronlund, la KLF possède l'une des collections d'art majeures du Maghreb, qui comprend notamment des œuvres d'Adnan, de Farid Belkahia, de Lawrence Abu Hamdan (en) et de Walid Raad.
En 2011, la fondation lance une plateforme consacrée à l'art et à la culture au Moyen-Orient, Ibraaz, active jusqu'en 2017. En 2013, elle organise une édition de la Jeddah Art Week en Tunisie. Rebaptisée Jaou Tunis, elle devient une biennale d'art contemporain favorisant un dialogue sur les pratiques créatives dans la région, permettant à la KLF d'occuper une place majeure sur la scène tunisienne,. La Française Rima Hassan y expose son projet Nakba Survivor à l'automne 2024.
En 2016, la KLF s'implante en Tunisie en tant qu’association et c'est à partir de ce pays que sont menées toutes les actions culturelles.
La fondation contribue aussi à ramener la Tunisie à la Biennale de Venise en 2017 après une absence de près de six décennies,,.
En 2019, elle ouvre la station d'art B7L9 à Bhar Lazreg (La Marsa), un espace expérimental au programme transdisciplinaire et gratuit,.